# 11378 Dauria
11378 Dauria eller 1998 SV60 är en asteroid i huvudbältet som upptäcktes den 17 september 1998 av LONEOS vid Anderson Mesa Station. Den är uppkallad efter amatörastronomen Tippy D´Auria.
Asteroiden har en diameter på ungefär 7 kilometer.